# Кошево
Кошево је једно од сарајевских насеља. Налази се у општини Центар. 
На Кошеву се налази Стадион Асим Ферхатовић Хасе, на ком се одржала церемонија отварања Зимских олимпијских игара 1984. Са Кошева је и рок група Забрањено пушење.